# Austrocercoides tunta
Austrocercoides tunta is een steenvlieg uit de familie Notonemouridae. De wetenschappelijke naam van de soort is voor het eerst geldig gepubliceerd in 1993 door Theischinger.